# Polypedilum natalense
Polypedilum natalense är en tvåvingeart som först beskrevs av Jean-Jacques Kieffer 1918.  Polypedilum natalense ingår i släktet Polypedilum och familjen fjädermyggor. Inga underarter finns listade i Catalogue of Life.